# Милан Бишевац
Милан Бишевац (серб. Milan Biševac / Милан Бишевац, нар. 31 серпня 1983, Тітова-Мітровіца) — сербський футболіст, захисник французького клубу «Мец» та збірної Сербії.

## Клубна кар'єра
У дорослому футболі дебютував 2000 року виступами за команду клубу «Міліціонар», в якій провів один сезон, взявши участь у 24 матчах чемпіонату.
Згодом з 2001 по 2004 рік грав у складі команд клубів БАСК (Белград), «Бежанія» та «Железник».

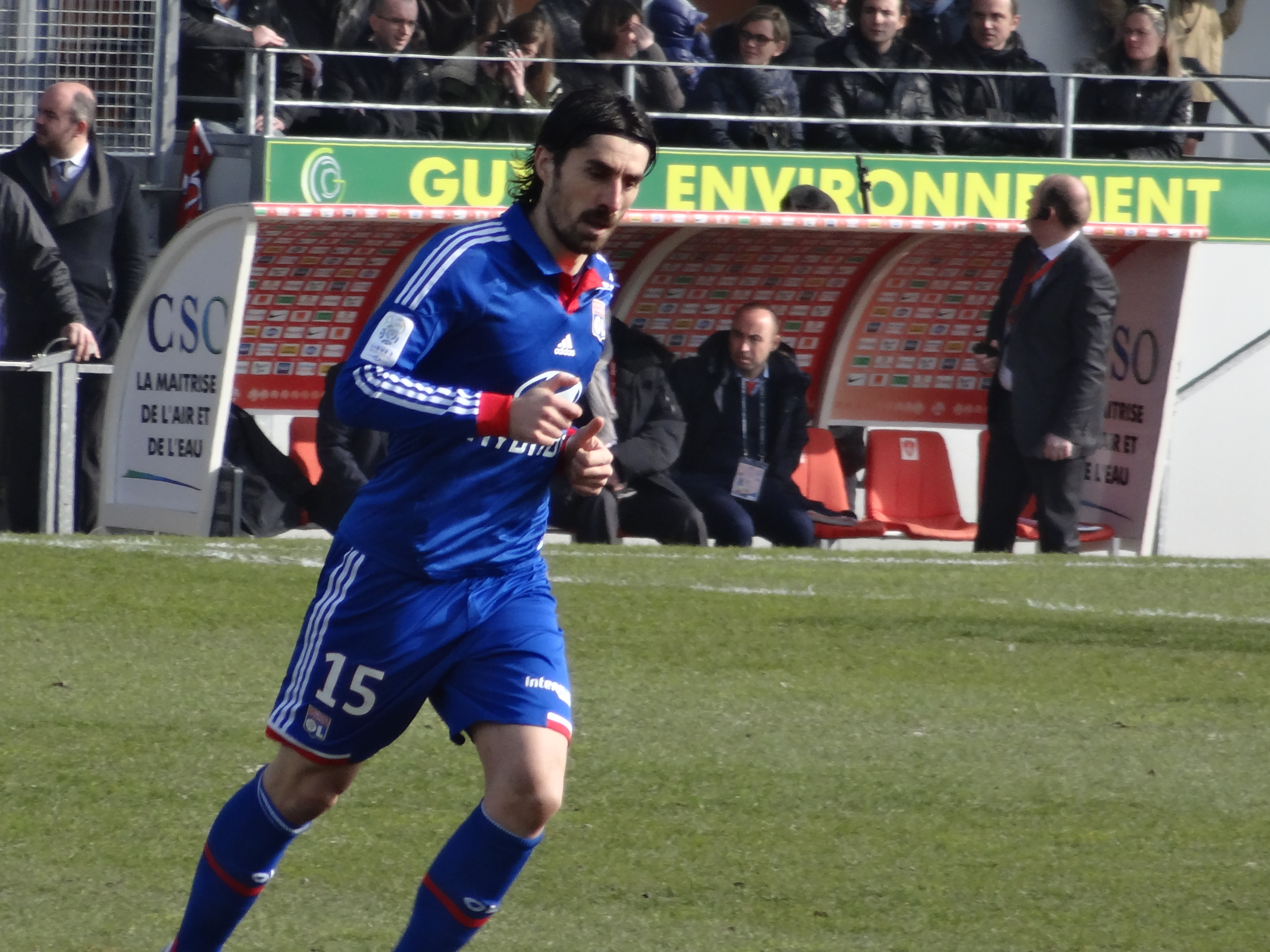
Милан Бишевац під час виступів за «Ліон». 3 березня 2013 року.

Своєю грою за останню команду привернув увагу представників тренерського штабу клубу «Црвена Звезда», до складу якого приєднався 2004 року. Відіграв за белградську команду наступні два сезони своєї ігрової кар'єри. Більшість часу, проведеного у складі «Црвени Звезди», був основним гравцем захисту команди.
В подальшому продовжив ігрову кар'єру у Франції. 2007 року уклав контракт з клубом «Ланс», у складі якого провів наступний рік своєї кар'єри гравця. Граючи у складі «Ланса» також здебільшого виходив на поле в основному складі команди.
Протягом 2008–2011 років захищав кольори команди клубу «Валансьєнн». З 2011 року один сезон захищав кольори команди клубу «Парі Сен-Жермен».
До складу клубу «Ліон» приєднався влітку 2012 року і відіграв за команду з Ліона наступні 3,5 сезони, утворивши пару центральних захисників разом з Бакарі Коне, проте з сезону 2014/15 втратив місце в основному складі. Всього за «Ліон» провів 76 матчів у національному чемпіонаті.
6 січня 2016 року підписав контракт на 1,5 роки з італійським «Лаціо».

## Виступи за збірні
Протягом 2004–2006 років залучався до складу молодіжної збірної Сербії і Чорногорії.  У складі молодіжної збірної Сербії і Чорногорії став срібним призером молодіжного чемпіонату Європи 2004 року, що гарантувало команді гру на Олімпіаді в Афінах. Відправився до Афін, отримавши номер 2. На турнірі збірна провалилась, посівши останнє місце в групі. Всього на молодіжному рівні зіграв у 9 офіційних матчах.
16 серпня 2006 року дебютував в офіційних матчах у складі національної збірної Сербії в товариській грі проти збірної Чехії (3:1). Наразі провів у формі головної команди країни 19 матчів.

## Титули та досягнення
- Чемпіон Сербії і Чорногорії (1):

«Црвена Звезда»: 2006
- Володар Кубка Сербії і Чорногорії (1):

«Црвена Звезда»: 2006
- Володар Суперкубка Франції (1):

«Ліон»: 2012
- Чемпіон Люксембургу (1):

«Ф91 Дюделанж»: 2019
- Володар Кубка Люксембургу (1):

«Ф91 Дюделанж»: 2019